# NGC 807
NGC 807 é uma galáxia elíptica (E) localizada na direcção da constelação de Triangulum. Possui uma declinação de +28° 59' 16" e uma ascensão recta de 2 horas, 4 minutos e 55,5 segundos.
A galáxia NGC 807 foi descoberta em 11 de Setembro de 1784 por William Herschel.